# Luc Brewaeys
Luc Brewaeys (født 25. august 1959 i Mortsel, Belgien - død 18. december 2015 ) var en belgisk komponist, pianist og dirigent.
Brewaeys hører til den moderne klassiske skole af belgiske komponister. Han studerede på Bryssel´s Musikkonservatorium.
Han har skrevet 8 symfonier, orkesterværker, kammermusik, strygerkvartetter etc.

## Udvalgte værker
- 8 Symfonier
- Orkesterværker
- Kammermusik
- Strygerkvartetter